# Alfons Jeurissen (schrijver)
Alfons Jeurissen (Hasselt, 19 mei 1874 - Ekeren 18 juni 1925) is een Belgisch schrijver. Hij was een verteller van verhalen die zich veelal in de Kempen afspeelden. In deze verhalen waren talrijke sagen verwerkt.

## Biografie

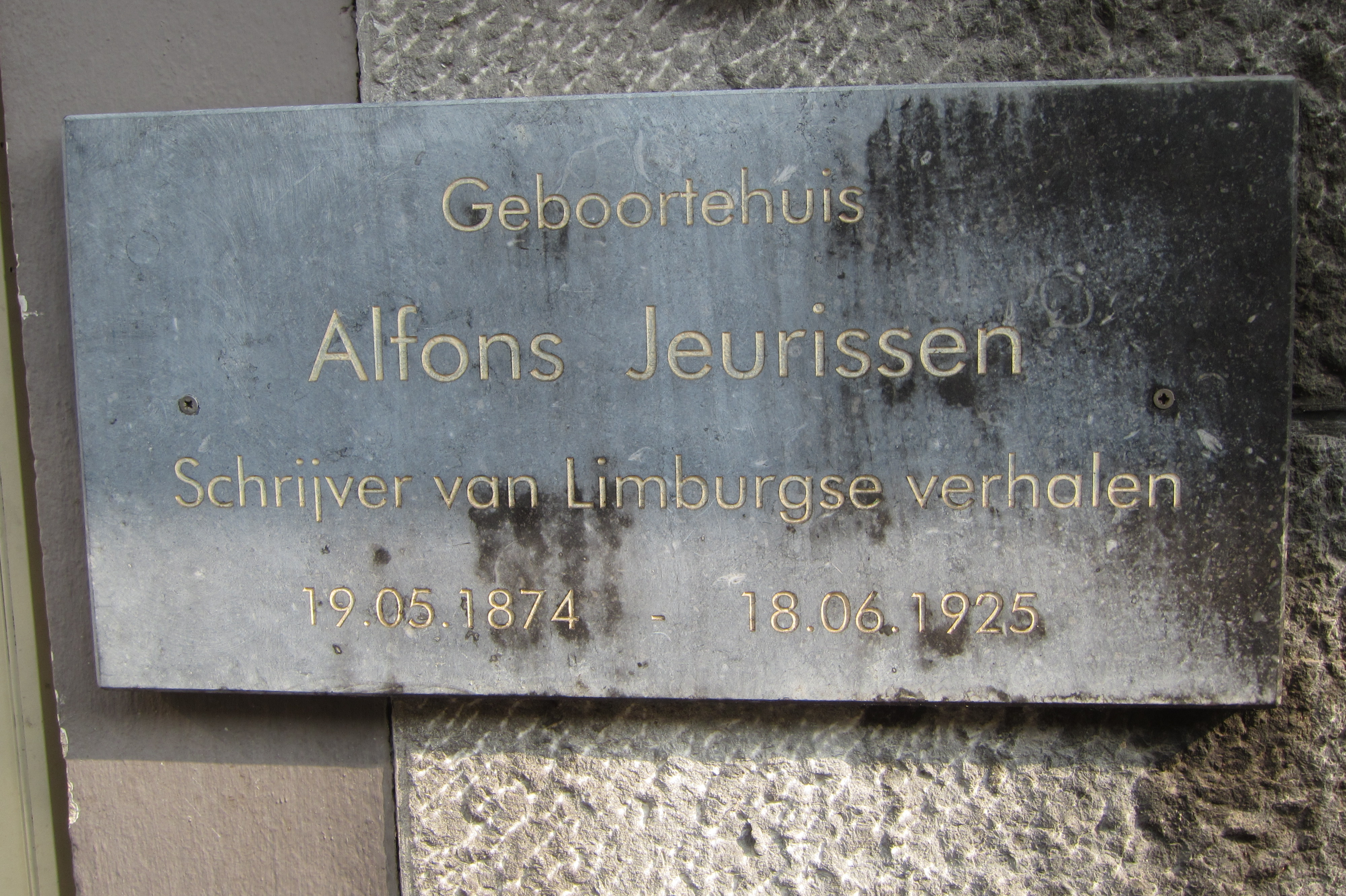
Plakkaat aan geboortehuis Alfons Jeurissen, Fruitmarkt 22, Hasselt

De schrijver werd geboren in 1874 te Hasselt, Fruitmarkt nr 22. Een plakkaat aan de voorgevel van de woning verwijst daar naar. Na zijn studies aan het Sint-Jozefscollege te Hasselt begon hij in 1894 zijn loopbaan als klerk bij de belastingen. In 1897 werd hij douaneambtenaar en na zijn huwelijk in 1900 vestigde hij zich te Lanaken. Vanaf 1911 werd hij overgeplaatst naar Antwerpen. Van dan af begon een echte odyssee, want tussen 1911 en 1914 verhuisde hij zevenmaal. Deze omstandigheden waren niet bevorderlijk voor zijn literair werk.
1918: Net voor het einde van de Eerste Wereldoorlog werd hij benoemd tot bibliothecaris van het ministerie van Financiën te Brussel. Deze bevordering werd hem na de oorlog niet in dank afgenomen.
1919: Omdat hij het Duitse aanbod had aanvaard, werd hij beschuldigd van activistische sympathieën. Hij werd tijdelijk geschorst en vervolgens definitief ontslagen als staatsambtenaar, zonder recht op pensioen. Hierop volgde een hongerjaar, waardoor zijn gezondheid werd geknakt.
1923 tot 1925: Opgenomen in het beheer van het weekblad Het Vlaamsche Land.
Hij kreeg een kantoorbaan bij de Mortselse firma Gevaert, maar zijn elan was definitief gebroken, zowel fysiek als mentaal. Zijn gezondheid ging zienderogen achteruit. Hij leed aan een woekerende longtering, waaraan hij in 1925 uiteindelijk overleed.
In 1936 werd in Ekeren de "Brilstraat" hernoemd naar "Alfons Jeurissenstraat". Eenzelfde straatnaam bestaat in Hasselt, in de Banneuxwijk.

## Werk
De novellen van Jeurissen spelen zich in hoofdzaak af in het Limburgse Kempen en in het Maasland. Zijn expressionistische stijl is vooral sterk in natuurbeschrijvingen en dramatische effecten. Hij hoort thuis in de reeks heimatschrijvers rond de eeuwwisseling en door gebrek aan een officiële standaardtaal is zijn werk doorspekt met Limburgse woordenschat. Alhoewel hij beschouwd werd als een van de grote opkomende talenten in de Vlaamse literatuur, kwam hij nooit tot volledige ontplooiing ten gevolge van zijn beroepsactiviteiten en de dramatische gevolgen van de Eerste Wereldoorlog.
Aan het einde van de 19de eeuw was Limburg een economische en culturele woestijn. Doordat Jeurissen erin slaagde om in dit landsgedeelte de literatuur tot kunst te verheffen, werd hij door L. Swerts “de stichter van het Limburgse proza” genoemd.
Zijn literair oeuvre beperkt zich hoofdzakelijk tot de periode 1905-1911. Tijdens die periode werd hij redactielid van het literair tijdschrift Vlaamsche Arbeid. Ook werd hij collega van onder anderen Jozef Muls en Karel Van Den Oever.

## Jeurissencomité
Na zijn dood werd in 1932 te Hasselt een Jeurissencomité opgericht met de bedoeling een standbeeld op te richten samen met een “Vereniging van Limburgse Schrijvers”. Het standbeeld kwam er aan de Toekomststraat in Hasselt. Nu staat dit in de Banneuxwijk. Leden van het comité waren onder anderen: Jef Leynen (voorzitter), Jozef Droogmans (ondervoorzitter), Jan Melis, Lod Lavki, Eugene Leën, Hubert Leynen, Lambert Swerts en Adriaan Theatre.